# Hrabstwo Cheyenne (Nebraska)

Piramida wieku hrabstwa

Hrabstwo Cheyenne (ang. Cheyenne County) – hrabstwo w stanie Nebraska w Stanach Zjednoczonych. W roku 2010 liczba mieszkańców wyniosła 9998. Stolicą i największym miastem jest Sidney.

## Geografia
Całkowita powierzchnia wynosi 3101,3 km² z czego woda stanowi 2,9 km² .

### Miejscowości
- Sidney

### CDP
- Lorenzo
- Sunol

### Wioski
- Dalton
- Gurley
- Lodgepole
- Potter

### Sąsiednie hrabstwa
- Hrabstwo Morrill - północ
- Hrabstwo Garden - północny wschód
- Hrabstwo Deuel - wschód
- Hrabstwo Sedgwick (Kolorado) - południowy wschód
- Hrabstwo Logan (Kolorado) -południe
- Hrabstwo Kimball - zachód
- Hrabstwo Banner - północny wschód